# Buddie Petit
Buddie Petit (nacido Joseph Crawford, ca. 1890?-4 de julio de 1931) fue un cornetista de jazz estadounidense.

## Biografía
Su infancia es un tanto misteriosa, con fuentes que indican diferentes fechas de nacimiento, entre 1887 y 1897. Se dice que nació en White Castle (Luisiana). Tras el fallecimiento de su padre, su madre decidió mudarse a Nueva Orleans, donde se casó de nuevo con el trompetista Joseph Petit, de quien tomó su apellido.
Petit comenzó su carrera profesional siendo aun adolescente, tocando en la Young Olympia Band y coliderando un grupo junto a Jimmie Noone. Sustituyó a Freddie Keppard en la Eagle Band cuando este dejó el grupo (anteriormente Keppard había sustituido a Buddy Bolden). Se unió brevemente a Jelly Roll Morton y Bill Johnson en Los Ángeles en 1917, pero regresó a Nueva Orleans porque se opuso a que se le ordenara vestirse y comportarse de manera diferente a como estaba acostumbrado. Desarrolló el resto de su carrera en el área metropolitana de Nueva Orleans y en la zona del Lago Pontchartrain, no aventurarse más lejos de casa que Baton Rouge y la costa del Golfo de Misisipi.
Okeh Records le ofreció la oportunidad de grabar en 1925 pero Petit exigió más dinero del que le ofrecían y nunca llegó a hacerlo. Danny Barker y Louis Armstrong dijeron que fue una gran pérdida para la historia del jazz que no se hubieran registrado nunca grabaciones de Petit.